# فلافيو أمادو
فلافيو دا سيلفا دوس سانتوس أمادو (بالبرتغالية: Flávio Amado da Silva‏) (مواليد 30 ديسمبر 1979) هو لاعب كرة قدم أنغولي معتزل، كان يلعب في مركز الهجوم. اشتهر بمسيرته مع النادي الأهلي المصري.

## روابط خارجية
- فلافيو أمادو على موقع الاتحاد الدولي (مؤرشف)  (الإنجليزية)
- فلافيو أمادو على موقع الاتحاد الدولي (مؤرشف)  (الإنجليزية)
- فلافيو أمادو على موقع قاعدة بيانات كرة القدم.إي يو (الإنجليزية)
- فلافيو أمادو على موقع ناشيونال فوتبول تيمز (الإنجليزية)
- فلافيو أمادو على موقع Soccerway.com (الإنجليزية)
- فلافيو أمادو على موقع عالم كرة القدم.نت (الإنجليزية)